# Kemal Atatürk
```
 
"Mustafa Kemal" omdirigeres hertil. For anden betydning, se 
Mustafa Kemal Topal
.
```

Mustafa Kemal Atatürk - indtil 1934: Gazi Mustafa Kemal Paşa - (født 1881 i Thessaloniki, Osmannerriget, død 10. november 1938 i Istanbul i Tyrkiet) var feltmarskal, revolutionær, statsmand og grundlægger af det moderne Tyrkiet. Han proklamerede Tyrkiet som republik d. 29 oktober 1923 og blev valgt som landets første præsident.
Atatürk var officer under første verdenskrig og fik heltestatus efter slaget ved Gallipoli i 1915. Op til Osmannerrigets fald i 1922 ledede han den Tyrkiske Nationalbevægelse under den tyrkiske uafhængighedskrig. Efter at have etableret en provisorisk regering i Ankara (Kuva-yi Milliye) lykkedes det at overvinde Ententemagternes udsendte styrker. Det endte den tyrkiske uafhængighedskrig. Herefter påbegyndte Atatürk straks et politisk, socialt, økonomisk og kulturelt reformeringsprogram for at reformere det Osmanniske Rige til en sekulær nation. Under Atatürks ledelse opførtes tusinder af skoler med almindelig og gratis skolegang. 
Derudover fik kvinder lige civile og politiske rettigheder. De fik stemmeret d. 5 december 1934. Atatürk havde et ønske om, at kvinder og piger var veluddannede. Det arabiske alfabet blev erstattet af det latinske alfabet, den gregorianske kalender indførtes sammen med metersystemet, borgere blev påbudt et arveligt efternavn. Skatterne for landbefolkningen blev reduceret. Atatürks regering gennemførte en omfattende tyrkificeringspolitik.
Principperne, som danner grundlag for Atatürks reformer (som Tyrkiet etableredes efter), hedder Kemalisme og er en ideologi der bygger på seks grundlæggende principper: Republikanisme, nationalisme, sekularisme, populisme, etatisme og revolution, hvoraf mange af disse senere blev indført gennem Atatürks reformer.
I 1934 blev Mustafa Kemal hædret med navnet Atatürk: "Tyrkernes fader".

## Barndom og ungdom
Mustafa Kemal  blev født i 1881 i Thessaloniki (tyrkisk: Selanik, i det Osmanniske Rige) i bygningen Kocakasim, som nu er et museum. Hans far, Ali Riza, (1839-1888) var fra Bitola (tidligere: Manastir, Makedonien).  
Han hørte til dem, der ønskede at se det gamle og konservative rige blive reformeret. I 1871 giftede han sig med Zübeyde (1857-14. januar 1923). Hun var født i Langada ved Thessaloniki, og hendes familie kom fra Konya i Tyrkiet. De fik otte børn: Fatma (1872-1875), Ahmet (1874-1883), Ömer (1875-1883) Mustafa (1881-1938), Makbule (1885-1945), (Naciye) 1889-1901 og to mere. Af de otte børn overlevede Mustafa og hans lillesøster Makbule. De andre døde af børnesygdomme. 
Det, der dannede Mustafas personlighed, var en blanding af forældrenes karaktertræk. Hans virkelighedssans, perfektionisme, nøgternhed og fremadstræben fik han tilsyneladende fra sin far, mens han havde arvet evnen til hengivelse og uegennytte fra sin mor. Familien havde formentlig nomadisk baggrund, hvilket også resulterede i Mustafa Kemals lyse hud, hår og lyseblå øjne. 
I de år var difteritis skyld i at tre af Atatürks søskende døde: Fatma blev fire, Ahmet ni og Ömer otte år. Atatürks yngste søster, Naciye, døde som 12 årig af tuberkulose. Hans søster Makbule (1887-1956) blev i 1930 medlem af partiet "Det frie demokrati". Hun giftede sig i 1935 med Mecdi Boysan, som var parlamentsmedlem.
Han mistede sin far i 1888 i en alder af seks år og fulgte sin fars testamente, efter hvilket han skulle have en grundig og moderne uddannelse, blive optaget på militærkollegium og blive officer. Selv om det stred imod Zübeydes ønske om, at han blev imam, holdt hun fast ved Ali Rizas ønske og Mustafas fremtid var nu planlagt. 
På militærskolen i Thessaloniki udmærkede han sig specielt i matematik, og da Mustafa var en intelligent, lærenem, flittig og pligtopfyldende elev fik han tilnavnet "Kemal",  som betyder perfektionisme/fuldkommenhed af hans matematiklærer Mustafa. Det navn kom til at følge ham hele livet. I 1905 blev han student fra Akademiet for Krigskunst i Konstantinopel med løjtnantsrang. Sammen med andre officerer på akademiet læste han ivrigt modernistisk litteratur om nationalisme, løsrivelse fra islams formynderskab og fra arabisk og persisk klassicisme. Det var litteratur, der var strengt forbudt.
Hans moder giftede sig i mellemtiden med Ragip, som var grænseofficer.

## Officer og præsident, der moderniser Tyrkiet
I november 1906 tilsluttede Mustafa Kemal sig den revolutionære militærgruppe "Moderland og frihed". I 1907 blev han forfremmet til kaptajn. I 1908 var han et af de første medlemmer i CUP (The Committee of Union and Progress). CUP var som organisation optaget af den måde, som Japan med sin pan-asianisme havde fastholdt sin kulturelle og etniske identitet parallelt med at have åbnet sig for økonomisk og industriel udvikling, så man havde et ideal om en pan-islamisme for alle muslimer under ledelse af den "tyrkiske race". Derfor var der et præg af tyrkisk islam i organisationen, så nye medlemmer blev optaget ved at sværge med højre hånd på Koranen og venstre hånd på en tyrkisk dolk - medlemskabet kunne kun afsluttes med døden (kamp eller likvidering). Tre ledere fra CUP stod for det armenske folkemord i 1915.[kilde mangler]
I 1912 blev Mustafa Kemal kommandant i Derne i Libyen. 
Under 1. verdenskrig udmærkede han sig ved Gallipoli og det blev et vendepunkt i Mustafa Kemals liv og karriere. Senere blev han overinspektør i hæren. I 1919 indledte han sammen med en gruppe den revolution, der førte til Osmannerrigets opløsning og dannelsen af den tyrkiske nationalstat, da han grundlagde den Tyrkiske nationalistbevægelse (Kemalitterne) ved en omorganisering af den osmaniske hær, tyrkiske militser og resterne af CUP.
Tyrkiet gik ud af 1. verdenskrig som taber, og ved fredskonferencen i Sevres i 1920 blev det besluttet at dele Lilleasien i flere dele. Det modsatte Mustafa Kemal sig og satte militæret ind på at sikre kontrollen med hele Lilleasien. Ved fredskonference i Lausanne i 1922 blev Tyrkiet anerkendt med de nuværende grænser. Så iværksattes storstilede befolkningsudrensninger: den talrige græske befolkning på Lilleasiens vestkyst blev deporteret til Grækenland, mens tyrkere i Grækenland blev sendt den modsatte vej. Armenerne sendtes til Syrien. Disse deportationer kostede tusinder af liv.
Osmaniske grækere og kristne armenere blev dræbt i hele Lilleasien og det europæiske Tyrkiet. Mellem 1919 og 1923 beskriver rapporter fra medier, optegnelser fra missionærer, fremmede diplomater og overlevende, hvordan udryddelserne foregik organiseret.[kilde mangler]
Den 23. marts 1921 rapporterer Lauceston Examiner om en tredages massakre af kristne i det indre Tyrkiet. Den 6. august 1921 offentliggør Maryborough Chronicle i Queensland en artikel med titlen “Reign of Terror by Kemalists–Massacre of Greek Subjects” om hvordan kemalister omringer grækere i Trebizond og udfører en massakre på dem. 14. juni bekriver New York Times om kemalistiske tropper, der deltager i en systematisk udsultning og massakre på omkring 15.000 børn, kvinder og mænd i Rodopolis-området. Samme fortælling angiver, hvordan grækerne fra byen Geronta (som i dag hedder Didyma) blev deporteret til en indlandsby, Mugla, over 130 km væk. Endelig fortæller en italiensk Røde Kors-medarbejder, dr. Dalalio, hvordan han har overværet kemalitternes grusomheder i byen Macri og set alle mænd mellem 12 og 85 blive deporteret til andre byer.
Med etableringen af den Tyrkiske Republik begyndte en modernisering af landet. Målet var en sekulariseret vestlig nationalstat, hvor religion var en privatsag efter en fransk model, hvor kalifatet blev afskaffet, shariaret og millet-love forbudt. Regeringen analyserede institutioner og forfatninger i de vestlige lande som Frankrig, Italien og Schweitz og brugte dem med større eller mindre tilpasninger.   

### Eksempler på modernisering
Atatürk etablerede en politik med statssekularisme med en forfatning, der adskilte regeringen fra religion. 
Sprog: Atatürk ønskede, at flertallet af tyrkerne skulle tale tyrkisk, og ikke arabisk.
Alfabet: Det arabiske skriftsprog, som var brugt af tyrkerne i flere tusinde år, blev erstattet af det latinske alfabet. Atatürk kørte med tog rundt i landet for at lære bønderne det latinske alfabet. 
Tøj: Atatürk forbød det tyrkiske folk at bære traditionelt muslimsk og osmannisk tøj. Atatürk sagde, at påklædning fremover skulle bestå af støvler, kjole, sko, bukser, trøje og slips, jakke, vest og hat for mænd og kvinder.  Men de tyrkere, der fortsatte med at bære traditionelt tøj, blev anholdt og fængslet. Det muslimske tørklæde og den islamiske fez blev forbudt, og hatten "Foter" blev indført. 
Uddannelse: Atatürk mente at uddannelse var nøglen til et moderne civiliseret land. Han åbnede nye universiteter, hvor mænd og kvinder kunne studere sammen. Nogle gange trådte Atatürk ind i klasseværelser på universiteter for at tjekke op på effektiviteten af uddannelserne. 
På et tidspunkt trådte Atatürk ind i et klasselokale, hvor en kvindelig lærer underviste - læreren ønskede at Atatürk satte sig på hendes plads ved katederet, men ifølge Atatürk kommer en lærer altid før en præsident.
Kvinder: D. 5. december i 1934 indførtes lige rettigheder for mænd og kvinder.
Kvinder i Tyrkiet behøvede ikke at kæmpe for deres rettigheder, de blev tildelt. For eksempel den aktive og passive stemmeret ved nationale og lokale valg. Men i dag er Tyrkiet nummer 131 af 144, når det kommer til lighed mellem kønnene.
Mustafa Kemal kunne gennemføre meget vidtgående reformer på grund af den popularitet, han havde fået med sine militære succeser, og fordi han ledte landet autoritært. 
Fra 12. august 1930 til 17. december 1930 var han formand for partiet "Frie republikanske parti", hvor hans søster Makbule også var medlem. Det blev i 1930 nedlagt af ministeren Ismet Inönü, men blev genoprettet som "Det republikanske parti".

## Privat
Mustafa Kemal Atatürk elskede at læse, høre musik, danse, se på fly, svømme, se på kultur, lytte til gamle Rumelia-sange samt spille backgammon og billard.
Han var meget glad for sin hest "Sakarya" og hunden "Fox". Mustafa Kemal Atatürk havde en meget stor bogsamling, hvis indhold han tit diskuterede med andre statsmænd ved deres besøg. Mustafa Kemal elskede naturen og tog tit ud på Atatürk-skovgården. Han talte flydende fransk og lidt tysk.

### Ægteskab
Mustafa Kemal Atatürk levede sammen med Fikriye, men de var ulykkelige sammen og gik fra hinanden. Fikriye flyttede til Tyskland. Den 29. januar 1923 giftede Atatürk sig med Latife, som var datter af en af Izmirs rigeste mænd. I 1924 var de på grænsen af skilsmisse, men de kom til enighed og fortsatte ægteskabet til den 5. august 1925.

### Adoptivbørn
Ataturks ægteskaber var uden børn, men han adopterede otte:
- Ayşe Afet İnan (født 1908, Selanik – død 8. juni 1985). Tyrkisk historie- og sociologiprofessor. Atatürk mødte Afet i Izmir i 1925, da hun var 17 år. Hun boede med sin familie, og Atatürk blev betaget af hende og hendes ønske om at studere. Han talte derfor med hendes familie og sendte hende til St. Lorenzen i Schweiz for at lære fransk. Hun blev historielærer.
- Sabiha Gökçen (født 22. Marts 1913, Bursa – 22. Marts 2001 i Ankara). Hun var verdens første kvindelige jagerpilot. Sabiha mistede sine forældre som meget lille og boede sammen med sin storebror. Som 12-årig lykkedes det hende at tale med Atatürk ved hans besøg til Bursa, og hun fortalte ham, at hun ønskede at gå i skole. Atatürk fik tilladelse af broderen til at adoptere hende. Sabihas uddannelse begyndte i Cankaya, fortsatte i Üsküdar, senere i Paris og endte i Rusland, hvor hun blev pilot. I 1934 fik hun efternavnet Gökçen. Lufthavnen i den asiatiske del af Istanbul er opkaldt efter hende.
- Ülkü Adatepe (født 27. november 1932). Atatürks yngste datter. Ûlkü var seks, da Atatürk døde og kunne på grund af økonomiske vanskeligheder ikke få en uddannelse. Hun giftede sig med Sabiha Gökcens fætter Fethi Dogancay og fik to sønner. Efter 13 års ægteskab blev de skilt, og hendes andet ægteskab var med forretningsmanden Öke Adatepe.
- Nebile Hanim. I 1927 kom Nebile til Capa skolen i Istanbul og studerede i Ankara. Hun blev gift med Wien-ambassadøren Tahsin Bey den 17. januar 1929. Hun døde kort efter sit bryllup.
- Rukiye Erkin mødte Atatürk ved et af hans besøg i Konya. Hun var forældreløs. Atatürk adopterede hende og gav hende en uddannelse. Hun giftede sig med en kaptajn.
- Zehra Aylin var fra Amasya og boede på et børnehjem i Kagithane. Atatürk adopterede hende og tog hende med til Ankara til hans andre børn. Hun kom på college i London. I 1939 savnede Zehra sit hjem og blev syg; hun skulle på ferie til Istanbul. Hun sejlede fra London til Frankrig og skulle med tog resten af vejen. Ved stationen i Amiens faldt hun af toget og omkom.
- Sığırtmaç Mustafa (født 1921) var fårehyrde fra Yalova. Atatürk mødte ham under et besøg i Yalova, hvor han og hans mænd var faret vild, og Mustafa viste dem vej. Mustafa Kemal adopterede ham i 1929 og sendte ham på militærskole, hvor han blev løjtnant. Han døde i Yalova i 1987.
- Abdurrahim Tuncak (født 1908 – død 1999) var fra Van, var forældreløs og otte år gammel, da Atatürk tog ham til sig. I 1929 blev han sendt på skole i Berlin. Abdurrahim blev ingeniør og fik efternavnet Tuncak i 1934.

## Død
Atatürk døde i 1938 og blev begravet i et enormt mausoleum i Ankara, som hedder "Anitkabir".

## Eftermæle
Atatürks person og arv har spillet og spiller fortsat i dag en enorm rolle i Tyrkiet, og der eksisterer utallige mindesmærker af forskellig slags i og udenfor Tyrkiet. Et usædvanligt et af slagsen er Atatürk-masken, et 42 meter højt betonrelief ved Izmir fra 2009.